# Jurihondzsó
Jurihondzsó Japán északi részén, Akita prefektúrában található 90 ezer lakosú város. A város polgármestere Minato Takanobu.

## Fekvése
A tengerparton fekszik.

## Története
A korábban Hondzsó és Juri néven ismert településekből, továbbá több kisebb város egyesüléséből jött létre 2005-ben.

## Népesség
| Lakosok száma | 85 229 | 79 927 | 73 840 |
|               | 2010   | 2015   | 2021   |

## Váctestvérvárosa
A két város kulturális együttműködési megállapodását 1996-ban Lábai László és Janagida Hirosi írták alá. Az első ifjúsági delegáció 1998-ban utazott a Távol-Keletre.